# Видранка
Видранка (в 1958—2025 — Пархоменкове) — село в Україні, в Устилузькій міській територіальній громаді Володимирського району Волинської області. Населення становить 60 осіб.

## Географія
Село розташоване на правому березі річки Західний Буг.

## Історія
У 1906 році село Коритницької волості Володимир-Волинського повіту Волинської губернії. Відстань від повітового міста 15 верст, від волості 10. Дворів 38, мешканців 242.
У серпні 2015 року село увійшло до складу новоствореної Устилузької міської громади.
12 червня 2020 року, відповідно до розпорядження Кабінету Міністрів України № 708-р «Про визначення адміністративних центрів та затвердження територій територіальних громад Волинської області», увійшло до складу Устилузької міської територіальної громади.
19 липня 2020 року в результаті адміністративно-територіальної реформи та ліквідації Володимир-Волинського району село увійшло до новоутвореного Володимир-Волинського району. (від 18 липня 2022 Володимирського)
05 червня 2025 року відповідно до Постанови Верховної Ради України № 4483-IX село Пархоменкове було перейменовано на село Видранка. Постанова набула чинності 18 червня 2025 року.

## Населення
Згідно з переписом УРСР 1989 року чисельність наявного населення села становила 58 осіб, з яких 24 чоловіки та 34 жінки.
За переписом населення України 2001 року в селі мешкало 60 осіб.

### Мова
Розподіл населення за рідною мовою за даними перепису 2001 року:
| Мова       | Відсоток |
| ---------- | -------- |
| українська | 98,33 %  |
| російська  | 1,67 %   |